# Association of American Universities
De Association of American Universities (AAU) is een organisatie van onderzoeksuniversiteiten in de Verenigde Staten. De organisatie heeft tot doel het behouden van een sterk systeem voor academisch onderzoek en onderwijs. De organisatie telt 69 universiteiten uit de Verenigde Staten, en twee uit Canada.

## Organisatie
De AAU werd opgericht in 1900 als een groep van 14 universiteiten. Deze universiteiten, die allen het recht hadden Ph.D.-graden te verlenen, wilden gezamenlijk de promotietrajecten van de Amerikaanse universiteiten versterken en standaardiseren. Vandaag de dag heeft de AAU tot doel een forum te bieden voor de ontwikkeling en implementatie van beleid op nationaal niveau en instellingsniveau. De AAU houdt tweemaal per jaar een bijeenkomst. De bijeenkomst in de herfst wordt gehouden op de campus van een van de leden. De bijeenkomst in de lente vindt plaats op het kantoor van de AAU in Washington D.C.

## Presidenten
| Naam                   | Termijn                  |
| ---------------------- | ------------------------ |
| Thomas A. Bartlett     | 1977 – 1982              |
| Robert M. Rosenzweig   | 1983 – 1993              |
| Cornelius J. Pings     | 1993 – 1998              |
| Nils Hasselmo          | 1 juli 1998 – april 2006 |
| Robert M. Berdahl      | mei 2006 – juni 2011     |
| Hunter R. Rawlings III | juli 2011 – juni 2016    |
| Mary Sue Coleman       | juli 2016 – juni 2020    |
| Barbara Snyder         | juli 2020 – heden        |

## Leden
Lidmaatschap van de AAU kan alleen worden verkregen door een uitnodiging van de AAU. Een universiteit krijgt pas een uitnodiging als minimaal driekwart van de huidige leden voorstemt. De huidige leden zijn:

### Openbare universiteiten (38)
| - Universiteit van Arizona (1985) - Arizona State University (2023) - University at Buffalo, The State University of New York (1989) - Universiteit van Californië - Berkeley (1900) - Universiteit van Californië - Davis (1996) - Universiteit van Californië - Irvine (1996) - Universiteit van Californië - Los Angeles (1974) - Universiteit van Californië - Riverside (2023) - Universiteit van Californië - San Diego (1982) - Universiteit van Californië - Santa Barbara (1995) - Universiteit van Californië - Santa Cruz (2019) - Universiteit van Colorado te Boulder (1966) - Universiteit van Florida (1985) - Georgia Institute of Technology (2010) - Universiteit van Illinois te Urbana-Champaign (1908) - Universiteit van Indiana (1909) - Universiteit van Iowa (1909) - Universiteit van Kansas (1909) - Universiteit van Maryland, College Park (1969) | - Universiteit van Michigan (1900) - Staatsuniversiteit van Michigan (1964) - Universiteit van Minnesota (1908) - Universiteit van Missouri (1908) - Universiteit van North Carolina te Chapel Hill (1922) - Staatsuniversiteit van Ohio (1916) - Universiteit van Oregon (1969) - Pennsylvania State University (1958) - Universiteit van Pittsburgh (1974) - Purdue-universiteit (1958) - Rutgers-universiteit (1989) - University of South Florida (2023) - Stony Brook-universiteit (2001) - Universiteit van Texas in Austin (1929) - Texas A&M-universiteit (2001) - Universiteit van Utah (2019) - Universiteit van Virginia (1904) - Universiteit van Washington (1950) - Universiteit van Wisconsin–Madison (1900) |

### Particuliere universiteiten (31)
| - Universiteit van Boston (2012) - Brandeis-universiteit (1985) - Brown-universiteit (1933) - California Institute of Technology (1934) - Carnegie Mellon University (1982) - Case Western Reserve-universiteit (1969) - Columbia-universiteit (1900) - Cornell-universiteit (1900) - Dartmouth College (2019) - Duke-universiteit (1938) - Emory-universiteit (1995) - George Washington-universiteit (2023) - Harvard-universiteit (1900) - Johns Hopkins-universiteit (1900) - Massachusetts Institute of Technology (1934) - Universiteit van Miami (2023) | - New York University (1950) - Northwestern-universiteit (1917) - Universiteit van Notre Dame (2023) - Princeton-universiteit (1900) - Rice University (1985) - Stanford-universiteit (1900) - Tufts-universiteit (2021) - Tulane-universiteit (1958) - Universiteit van Chicago (1900) - University of Pennsylvania (1900) - Universiteit van Rochester (1941) - University of Southern California (1969) - Vanderbilt University (1950) - Washington University in St. Louis (1923) - Yale-universiteit (1900) |

### Canadese universiteiten (2)
- McGill-universiteit (1926)
- Universiteit van Toronto (1926)

### Voormalige leden
- Katholieke Universiteit van Amerika (1900-2002)
- Clark University (1900-1999)
- Universiteit van Nebraska–Lincoln (1909-2011)
- Universiteit van Syracuse (1966-2011)
- Iowa State University (1958-2022)